# Misenos
Misenos (gr. Μισηνός) – postać z mitologii greckiej, eponim przylądka Misenum w italskiej Kampanii.
Pierwotnie uchodził za jednego z towarzyszy Odyseusza. W późniejszej wersji mitu był towarzyszem Hektora, po którego śmierci w wojnie trojańskiej przyłączył się do Eneasza i popłynął wraz z nim do Italii. Pełnił na statku funkcję trębacza. Gdy okręty Eneasza przybyły do brzegów Kampanii, Misenos zaczął urągać bogom, głosząc że żaden z nieśmiertelnych nie jest w stanie zagrać na trąbie lepiej od niego. Rozgniewany bóg Tryton pochwycił go wówczas i cisnął w morską toń. Towarzysze pogrzebali ciało Misenosa na brzegu, w miejscu nazwanym później jego imieniem.